# 街づくり・流通ルネサンス
街づくり・流通ルネサンスは、毎年3月上旬に東京国際展示場（東京ビッグサイト）にて開催されるアジア最大級の流通業と店・街づくりに関する総合展示会。主催は日本経済新聞社など。
「JAPAN SHOP」「建築・建材展」「リテールテック・ジャパン」「IC CARD WORLD」「SECURITY SHOW」「フランチャイズ・ショー」「ライティング・フェア」（奇数年に開催）という、個別のテーマを持った複数の展示会を同時開催している。
店舗什器・設備、建材・資材、照明、エクステリア、POSシステム、ICカード、ICタグ、セキュリティ機器などが展示される。また、フランチャイズ・ショーではフランチャイズ加盟店や販売代理店の募集が行われる。

## 歴史
- 1972年 - 第1回JAPAN SHOPを晴海・東京国際見本市会場にて開催。
- 1985年 - 第1回ストアオートメーションショー（後にリテールテック・ジャパンに名称変更）及び第1回フランチャイズチェーンショー（後にフランチャイズ・ショーに名称変更）開催。
- 1993年 - 第1回SECURITY SHOW開催
- 1995年 - 第1回建築・建材展開催。この年から「街づくり・流通ルネサンス」を同時開催展の総称とする。
- 1996年 - 幕張メッセにて開催。
- 1997年 - この年以降東京国際展示場（東京ビッグサイト）にて開催。第1回ライティング・フェア開催。
- 1999年 - 第1回IC CARD WORLD開催
- 2008年 - フランチャイズ・ショーを翌週開催に変更。

## 脚註
1. ↑  2011年度は3月8日～11日に開催する。